# Mananamabua
Mananamabua, ime koje Hervás (1800-05) navodi kao jednu od Conibo, skupina, porodica panoan. Ovo pleme učestvuje i u Conibo ustanku iz 1698.
Ime im se navodi i kao jedan od conibo-dijalekata. Velasco ih naziva Manamabua i navodi kao podgrupu Manamaboboa.